# Matapozuelos
Matapozuelos est une commune de la province de Valladolid dans la communauté autonome de Castille-et-León en Espagne.

## Sites et patrimoine
- Église paroissiale Santa María Magdalena (es)
- Chapelle de la Vierge Sieteiglesias (es)

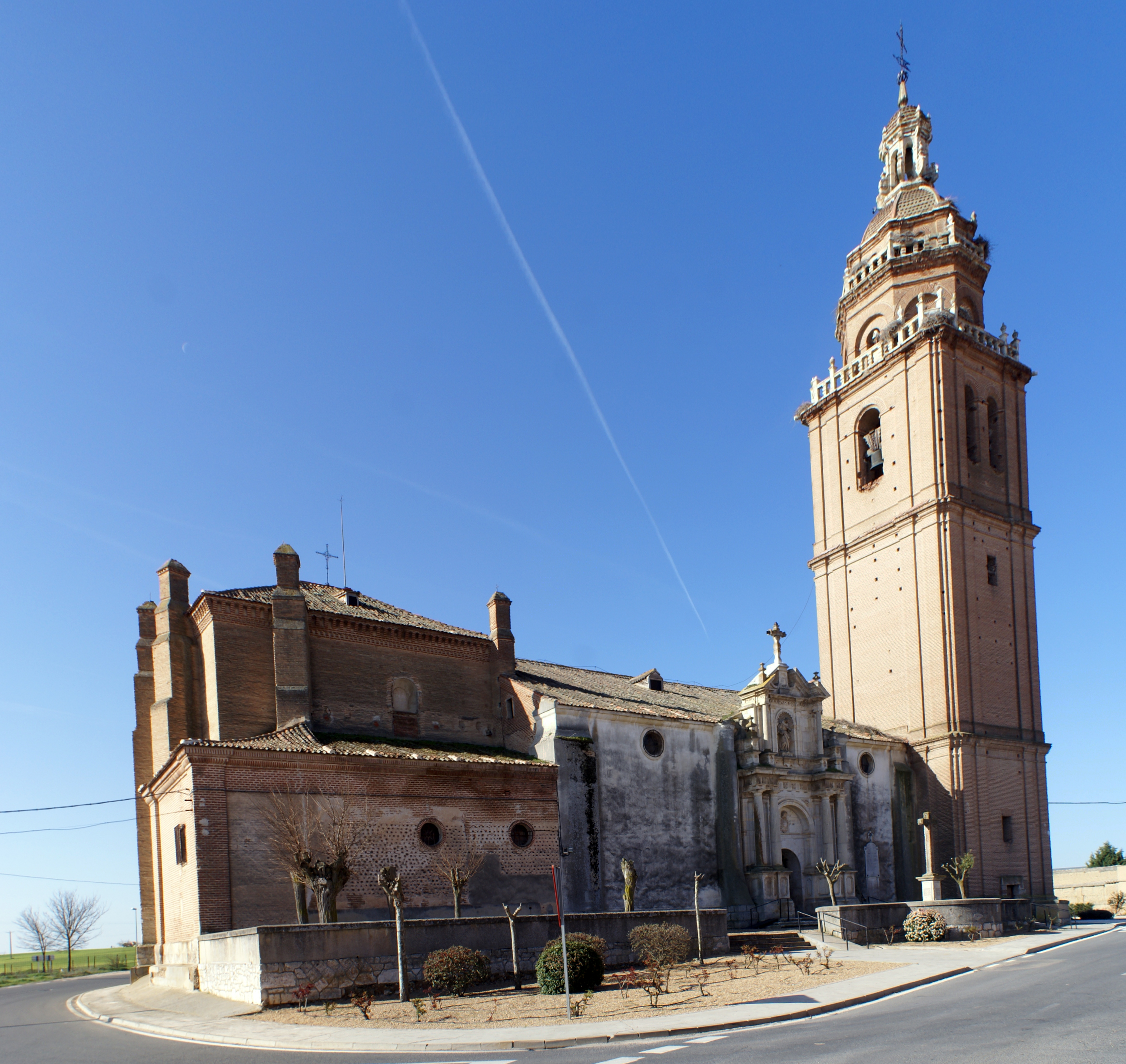
Église Santa María Magdalena.
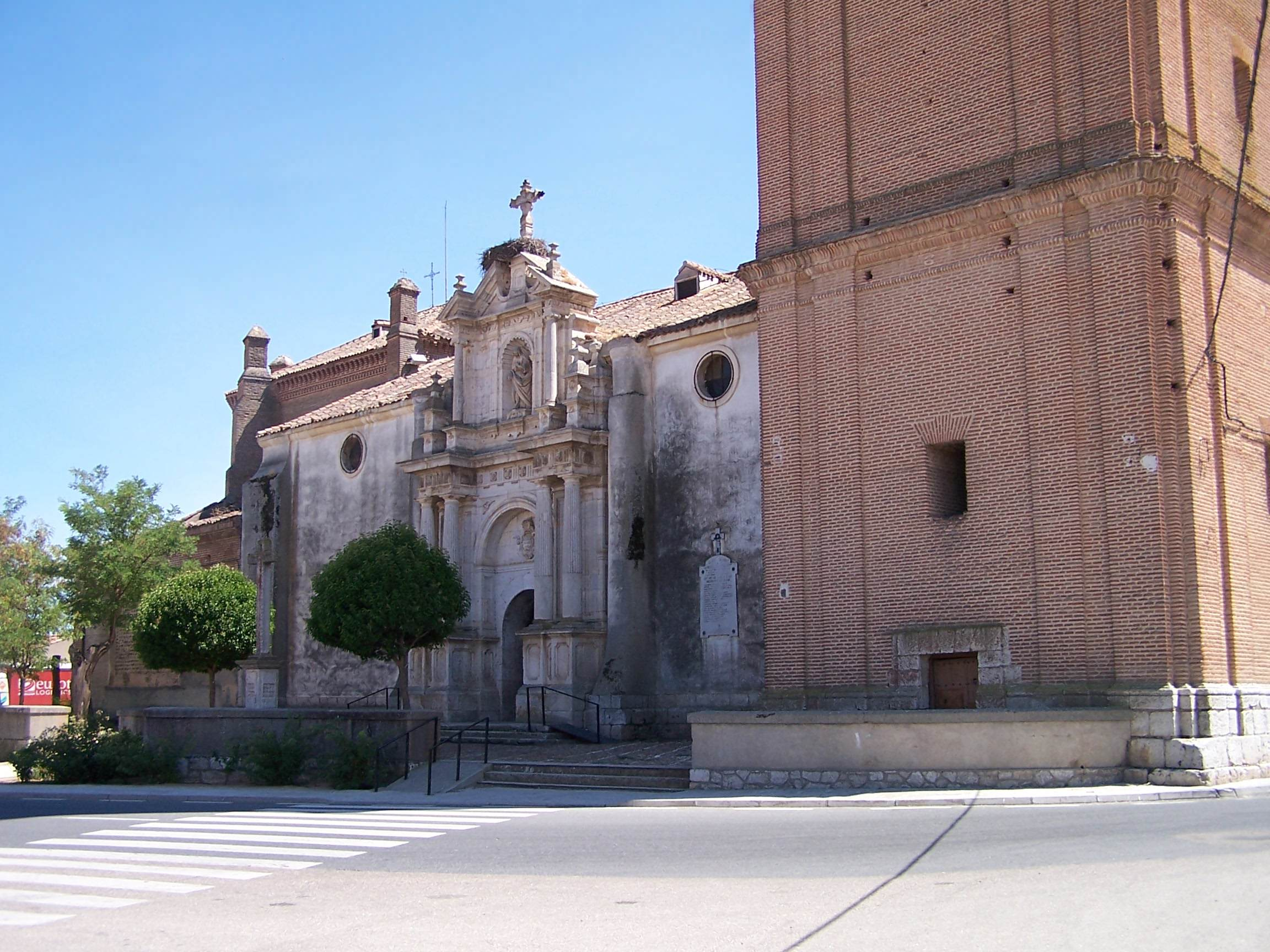
Église Santa María Magdalena.
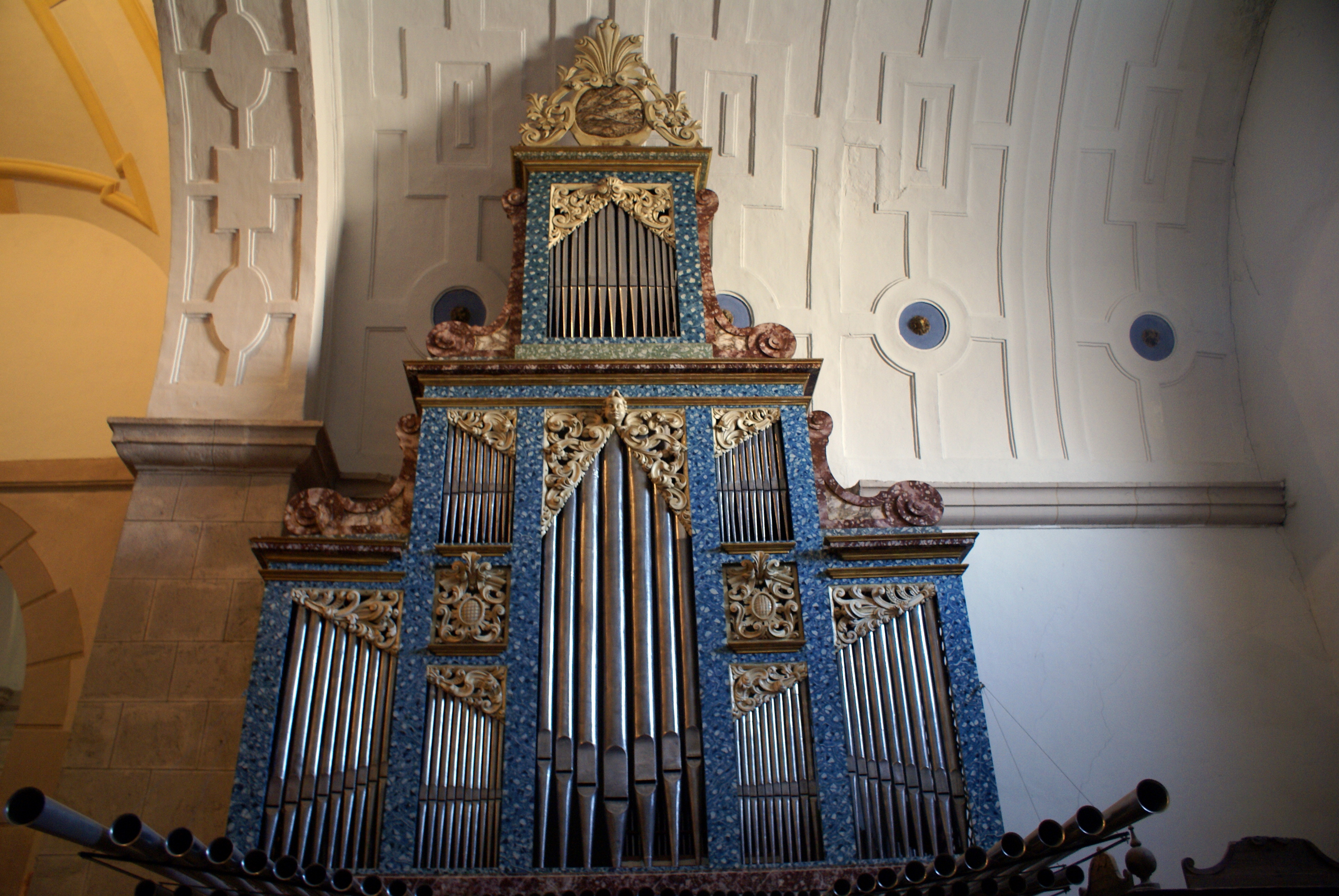
Orgues de l'église Santa María Magdalena.
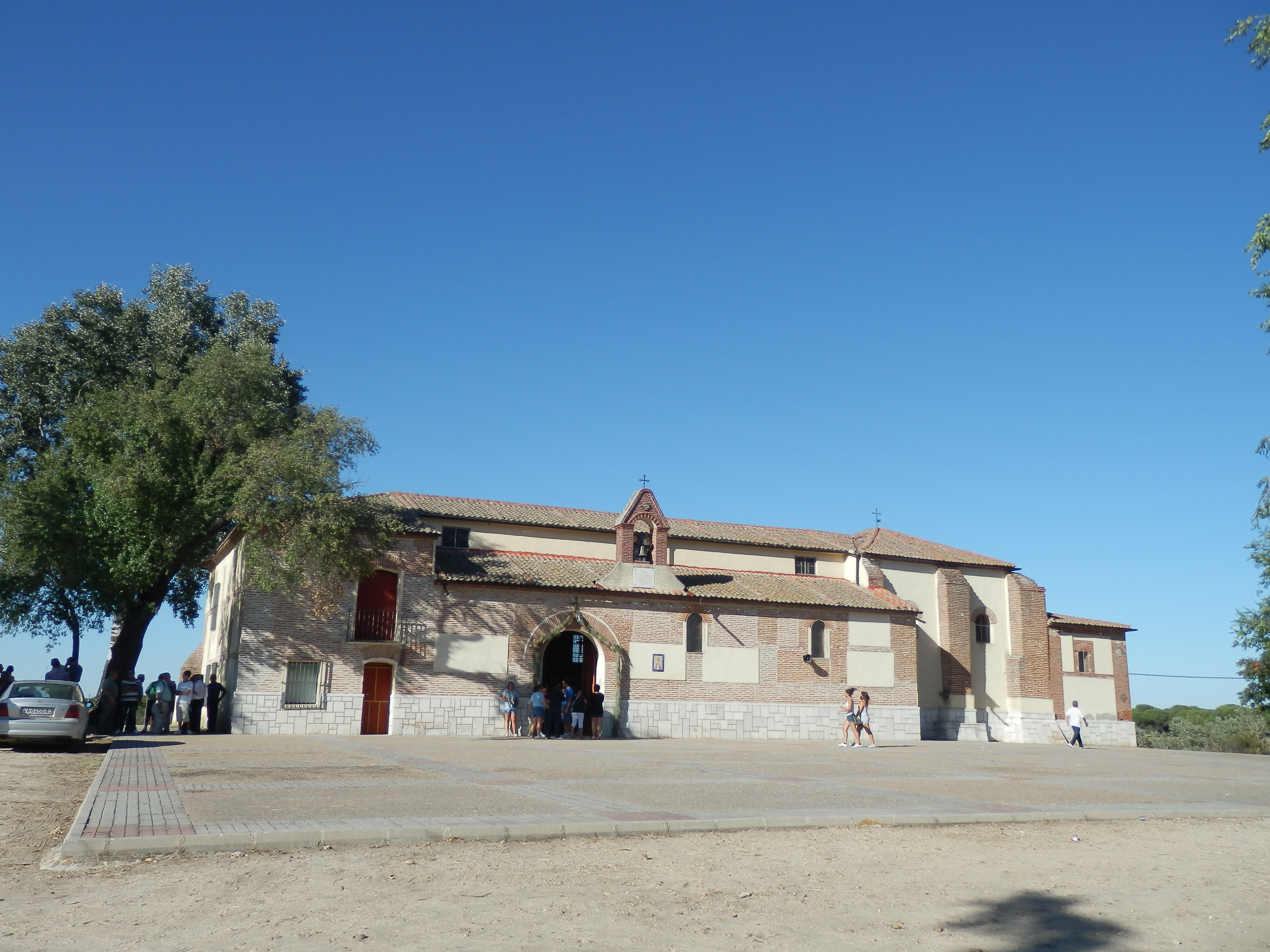
Chapelle de la Vierge Sieteiglesias.